# Dansk Gardin & Textil Fabrik
Dansk Gardin & Textil Fabrik var en tekstilfabrik, der i en årrække var Lyngbys største virksomhed og arbejdsplads. Fabrikken blev etableret 1892 og måtte lukke i 1961. Fabrikken indgik sammen med Dansk Farveri & Merceneringsanstalt og Lyngby Søndre Mølle i Hasselbalch & Co., der var kontrolleret af grosserer Christian Hasselbalch.
Fabrikkens store bygningskompleks i gule mursten fra 1898, tegnet af Bernhard Ingemann, findes endnu.
Villakvarteret Hyldehaverne i Lyngby var arbejderboliger for fabrikken.
|  | Denne artikel kan blive bedre, hvis der indsættes geografiske koordinater Denne artikel omhandler et emne, som har en geografisk lokation. Du kan hjælpe ved at indsætte koordinater i wikidata. |